# Liga de Estudiantes de Arte de Nueva York

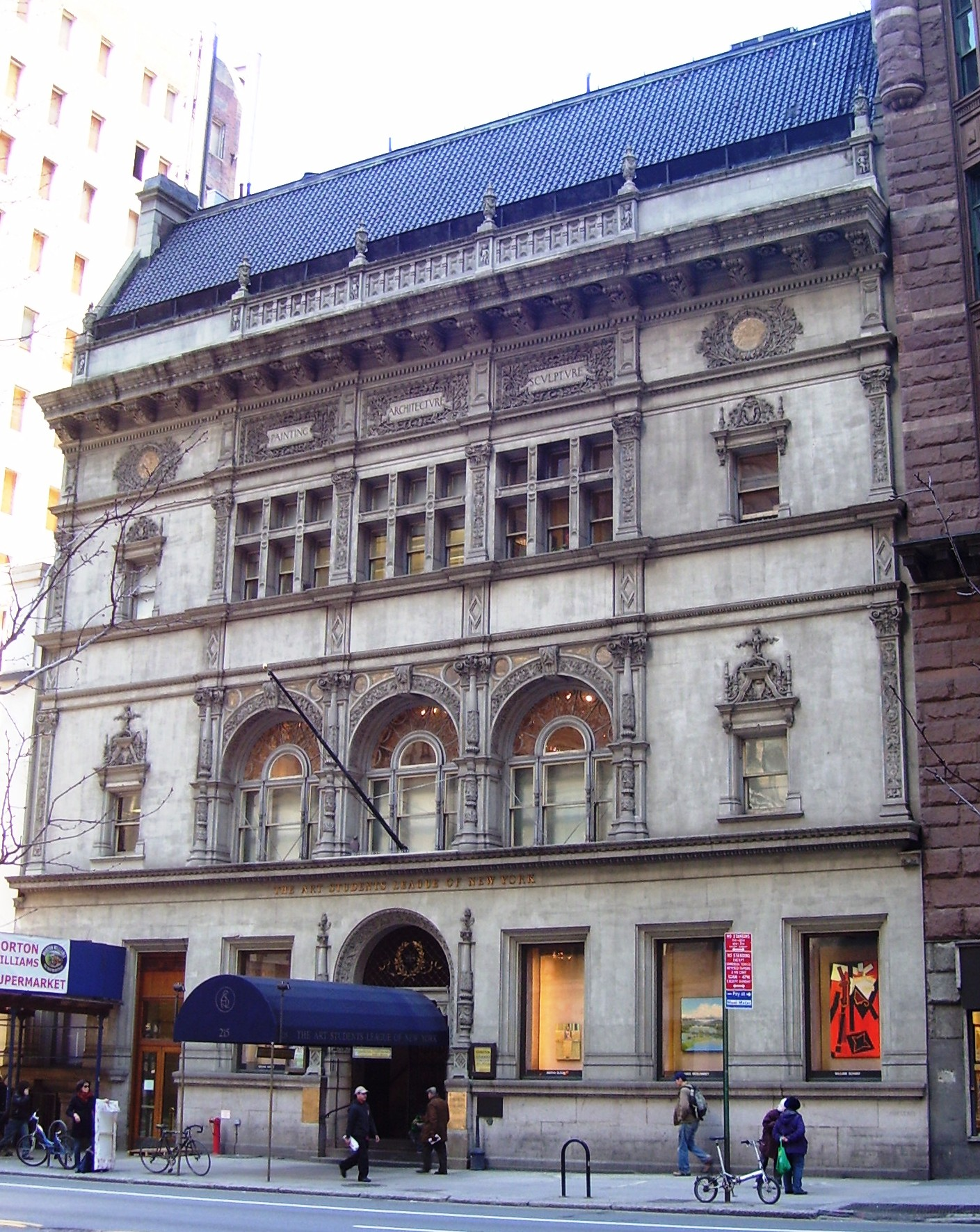
Edificio de Bellas Artes en la calle West 57th

La Liga de Estudiantes de Arte de Nueva York es una escuela de bellas artes ubicada en la calle West 57th de Manhattan, Nueva York. La Liga ha sido históricamente conocida por su especial atractivo para artistas aficionados y profesionales y durante más de 130 años ha mantenido la tradición de ofrecer clases a precio razonable y en un horario flexible para acomodarse a estudiantes de todo tipo.
Aunque los artistas pueden estudiar a tiempo completo, nunca ha habido títulos o grados, y esta actitud informal impregna la cultura de la escuela. Desde el siglo XIX hasta la actualidad, la Liga ha contado entre sus estudiantes y profesores con muchos artistas de importancia y ha contribuido a la formación de muchas e influyentes escuelas y movimientos artísticos.
La Liga también mantiene una importante colección permanente de obras de estudiantes y profesores y publica un periódico digital con escritos sobre temas artísticos, llamado LÍNEA. El nombre de la revista hace referencia al lema de la escuela Nulla Dies Sine Linea o "Ningún día sin una línea" tradicionalmente atribuido al famoso pintor griego Apeles por el historiador Plinio el viejo, según el cual Apeles no dejaba pasar un día sin dibujar al menos una línea, para practicar su arte.

## Historia
Fundada en 1875, la creación de la Liga fue la respuesta a dos necesidades distintas: por un lado, la discontinuidad durante ese año del programa de estudios de la Academia Nacional de Dibujo; por otro lado, el deseo, existente desde hacía tiempo, de que hubiera una mayor variedad y flexibilidad en la formación ofrecida a los artistas. El grupo de estudiantes escindido, que incluía a muchas mujeres, se ubicó en un primer momento en varias habitaciones alquiladas en el cruce entre 16th Street y la Quinta Avenida.
Cuando la Academia reanudó en 1877 su oferta de estudios, más tradicional, aunque algo liberalizada, cundió un cierto sentimiento de que la Liga ya había alcanzado su propósito. Sin embargo, sus estudiantes votaron a favor de mantener su programa de estudios, y se constituyó en el año 1878. Entre los influyentes miembros de la junta directiva de este período formativo se encuentran el pintor Thomas Eakins y el escultor Augustus Saint-Gaudens. El número de miembros continuó aumentando, obligando a la Liga a buscar instalaciones cada vez más grandes.
En 1889, la Liga participó en la fundación de la Sociedad Estadounidense de Bellas Artes (American Fine Arts Society - AFA), junto con la Sociedad de Artistas Estadounidenses (Society of American Artists) y la Liga de Arquitectura de Nueva York (Architectural League of New York), entre otros impulsores. El edificio de la Sociedad Estadounidense de Bellas Artes, situado en el 215 de West 57th Street y construido como cuartel general conjunto, ha venido alojando a la Liga desde 1892. Diseñado en estilo renacentista francés por uno de los fundadores de la AFA, el arquitecto Henry Hardenbergh (en colaboración con W. C. Hunting & J. C. Jacobsen), el edificio ha sido designado como Lugar de Interés de la Ciudad de Nueva  York y está incluido en el Registro Nacional de Lugares Históricos.
A finales de la década de 1890 y principios de la de 1900, un número cada vez mayor de mujeres artistas comenzaron a estudiar y trabajar en la Liga, muchas de ellas en puestos de especial relevancia. Entre ellas se encontraba una joven Wilhelmina Weber Furlong, a la que posteriormente se uniría su esposo Thomas Furlong. Esta pareja de vanguardistas trabajaron en puestos ejecutivos y administrativos y fueron estudiantes miembros durante todo el movimiento modernista estadounidense. Alice Van Vechten Brown, quien más tarde habría de desarrollar algunos de los primeros programas de arte en la educación superior en Estados Unidos, también estudió con la liga hasta que tuvo que volver a su casa debido a la prolongada enfermedad de un familiar.
En su biografía oficial, Mis Aventuras como ilustrador, Norman Rockwell relató su época de estudiante en la escuela cuando era joven, proporcionando información sobre su funcionamiento en los primeros años del 1900.
La popularidad de la Liga se mantuvo hasta las décadas de 1920 y 1930, bajo la mano de los instructores como el pintor Thomas Hart Benton, que contaba entre sus estudiantes al joven Jackson Pollock y a otros artistas vanguardistas que alcanzarían la fama en la década de 1940.
En los años posteriores a la II Guerra Mundial, la G. I. Bill tuvo una importancia decisiva en la continuación de la historia de la Liga al permitir asistir a sus clases a los veteranos de guerra que regresaban. La Liga continuó siendo una influencia formativa sobre artistas innovadores, siendo una de las primeras etapas en la carrera profesional de los expresionistas abstractos, los artistas Pop y decenas de otros, incluyendo a Lee Bontecou, Helen Fankentaller, Al Held, Eva Hesse, Roy Lichtenstein, Donald Judd, Knox Martin, Robert Rauschenberg, James Rosenquist, Cy Twombly y muchos otros tremendamente activos en el mundo del arte.
La especial relevancia de la Liga dentro del amplio mundo del arte se redujo ligeramente durante la década de 1960, en parte debido a la aparición de las grandes academias universitarias como elemento esencial en la formación de artistas, y en parte debido a un cambio en el mundo del arte hacia el minimalismo, la fotografía, el arte conceptual, y un enfoque más impersonal e indirecto hacia la creación artística.
En 2010, la Liga sigue siendo una parte importante de la vida artística de Nueva York. Sigue atrayendo a una amplia variedad de artistas jóvenes; y la creación artística hecha a mano, tanto en lo figurativo como en lo abstracto, sigue siendo sus principales puntos de interés; el mantenimiento de su importancia se ha debido en gran parte a la continuación de su misión original: ofrecer clases de arte y acceso a un estudio a todos los que puedan estar interesados, independientemente de su capacidad económica o conocimientos técnicos previos.

## Otras instalaciones
Desde 1906 hasta 1922, y de nuevo tras el final de la II Guerra Mundial, desde 1947 hasta 1979, la Liga gestionó la escuela de verano de pintura en Woodstock, Nueva York. En 1995, las instalaciones de la Liga se ampliaron para incluir el campus Vytlacil en Sparkill, Nueva York, gracias a una donación del antiguo profesor Vaclav Vytlacil, cuyo nombre lleva.

## Instructores y profesores destacados
Desde su creación, la Liga de estudiantes de arte ha contratado a destacados artistas profesionales como instructores y profesores. La mayoría de los contratos han sido por uno o dos años, y algunos, como los del escultor George Grey Barnard, fueron aún más breves.
Algunos, sin embargo, impartieron docencia durante décadas, en particular Frank DuMond y George Bridgman, que enseñaron anatomía para artistas y clases de dibujo al natural durante casi 45 años, a unos 70.000 estudiantes. El sucesor de Bridgman fue Robert Beverly Hale. Otros instructores que ejercieron durante muchos años fueron los pintores Frank Mason (sucesor de DuMond, durante alrededor de 50 años), Kenneth Hayes Miller (cuarenta años) entre 1911 y 1951, el escultor Nathaniel Kaz (50 años), Peter Golfinopoulos (más de 40 años), Knox Martin (más de 45 años), Martha Bloom (30 años), los escultores William Zorach (30 años) y José De Creeft, el impresionista William Merritt Chase (más de 20 años), Will Barnet (50 años) desde la década de 1930 hasta la década de 1990, y Bruce Dorfman (más de 50 años). 
En 1988, Robert Cenedella tomó posesión de la cátedra George Grosz y actualmente imparte tres cursos.
Otros conocidos artistas que han ejercido como instructores son Lawrence Alloway, Charles Alston, Will Barnet, Robert Beauchamp, George Bellows, Thomas Hart Benton, Isabel Bishop, Arnold Blanch, Louis Bouche, Robert Brackman, George Bridgman, Alexander Stirling Calder, Naomi Andrée Campbell, Robert Cenedella, William Merritt Chase, Dionisio Cimarelli, Timothy J. Clark, Kenyon Cox, Jose De Creeft, John Steuart Curry, Stuart Davis, Edwin Dickinson, Sidney Dickinson, Frederick Dielman, Harvey Dinnerstein, Arthur Wesley Dow, Frank DuMond, Frank Duveneck, Thomas Eakins, Daniel Chester French, Dagmar Freuchen, Wilhelmina Weber Furlong, Michael Goldberg, Stephen Greene, George Grosz, Lena Gurr, Philip Guston, Robert Beverly Hale, Lovell Birge Harrison, Ernest Haskell, Childe Hassam, Robert Henri, Eva Hesse, Charles Hinman, Hans Hofmann, Harry Holtzman, Jamal Igle, Burt Johnson, Wolf Kahn, Morris Kantor, Rockwell Kent, Walt Kuhn, Yasuo Kuniyoshi, Gabriel Laderman, Ronnie Landfield, Jacob Lawrence, Hayley Lever, Martin Lewis, George Luks, Paul Manship, Reginald Marsh, Fletcher Martin, Knox Martin, Jan Matulka, Mary Beth Mckenzie, William Charles McNulty, Willard Metcalf, Kenneth Hayes Miller, F. Luis Mora, Robert Neffson, Kimon Nicolaïdes, Maxfield Parrish, Jules Pascin, Joseph Pennell, Richard C. Pionk, Larry Poons, Richard Pousette-Dart, Abraham Rattner, Peter Reginato, Frank J. Reilly, Henry Reuterdahl, Boardman Robinson, Augustus Saint-Gaudens, Kikuo Saito, Nelson Shanks, William Scharf, Susan Louise Shatter, Walter Shirlaw, John Sloan, Hughie Lee-Smith, Isaac Soyer, Raphael Soyer, Theodoros Stamos, Anita Steckel, Harry Sternberg, Augustus Vincent Tack, George Tooker, John Henry Twachtman, Vaclav Vytlacil, Max Weber, J. Alden Weir, and William Zorach.

## Alumnos destacados
La lista de antiguos alumnos destacados de la escuela incluye a: Edwin Tappan Adney, Ai Weiwei, Gladys Aller, William Anthony, Nela Arias-Misson, Milton Avery, Elizabeth Gowdy Baker, Thomas R. Ball, Hugo Ballin, Will Barnet, Saul Bass, C. C. Beall, Romare Bearden, Thomas Bezanson, Thomas Hart Benton, Isabel Bishop, Dorothy Block, Leonard Bocour, Harriet Bogart, Abraham Bogdanove, Lee Bontecou, Henry Botkin, Louise Bourgeois, Stanley Boxer, Louise Brann, D. Putnam Brinley, James Brooks, Carmen L. Browne, Jennie Augusta Brownscombe, Feliza Bursztyn, Theodore Earl Butler, Paul Cadmus, Alexander Calder, Chris Campbell, John F. Carlson, Paul Chalfin, Ching Ho Cheng, Margaret Covey Chisholm, Kate Freeman Clark, Henry Ives Cobb, Jr., Claudette Colbert, Willie Cole, John Connell, Allyn Cox, Ellis Credle, Richard V. Culter, Mel Cummin, Frederick Stuart Church, Joan Danziger, Andrew Dasburg, Adolf Dehn, Dorothy Dehner, Sidney Dickinson, Burgoyne Diller, Ellen Eagle, Marjorie Eaton, Sir Jacob Epstein, Marisol Escobar, Joe Eula, Philip Evergood, Peter Falk, Ernest Fiene, Irving Fierstein, Louis Finkelstein, Wilhelmina Weber Furlong, Helen Frankenthaler, Frederick Carl Frieseke, Wanda Gág, Dan Gheno, Charles Dana Gibson, William Glackens, Elias Goldberg, Michael Goldberg, Shirley Goldfarb, Peter Golfinopoulos, Adolph Gottlieb, Blanche Grambs, John D. Graham, Enrique Grau, Nancy Graves, Clement Greenberg, Stephen Greene, Red Grooms, Chaim Gross, Lena Gurr, Bessie Pease Gutmann, Minna Harkavy, Marsden Hartley, Julius Hatofsky, Ethel Hays, Gus Heinze, Al Held, Carmen Herrera, Eva Hesse, Al Hirschfeld, Itshak Holtz, Lorenzo Homar, Winslow Homer, Thomas Hoving, Paul Jenkins, Alice Sargent Johnson, Burt Johnson, Donald Judd, Torleif S. Knaphus, Belle Kogan, Lee Krasner, Ronnie Landfield, Adelaide Lawson, Arthur Lee, Alfred Leslie, Roy Lichtenstein, Tom Loepp, Michael Loew, John Marin, Reginald Marsh, Knox Martin, Donald Martiny, Mercedes Matter, Louisa Matthiasdottir, Peter Max, John Alan Maxwell, Eleanore Mikus, Emil Milan, Lee Miller, F. Luis Mora, Walter Tandy Murch, Reuben Nakian, Louise Nevelson, Barnett Newman, Isamu Noguchi, Sassona Norton, Elizabeth Nottingham, Georgia O'Keeffe, Lyn Ott, Tom Otterness, Clara Weaver Parrish, Betty Parsons, Phillip Pavia, Roger Tory Peterson, Bert Geer Phillips, I. Rice Pereira, Alain J. Picard, Jackson Pollock, Fairfield Porter, Edith Mitchill Prellwitz, Henry Prellwitz, Robert Rauschenberg, Man Ray, Charles M. Relyea, Frederic Remington, Norman Rockwell, Louise Emerson Ronnebeck, Herman Rose, Leonard Rosenfeld, James Rosenquist, Sanford Ross, Mark Rothko, Glen Rounds, Morgan Russell, Abbey Ryan, Sam Savitt, Louis Schanker, Mary Schepisi, Katherine Schmidt, Emily Maria Scott, Ethel Schwabacher, Joan Semmel, Maurice Sendak, Ben Shahn, Nelson Shanks, Nat Mayer Shapiro, Henrietta Shore, Jessamine Shumate, David Smith, Tony Smith, Robert Smithson, Louise Hammond Willis Snead, Armstrong Sperry, Otto Stark, William Starkweather, Frank Stella, Joseph Stella, Inga Stephens Pratt Clark, Harry Sternberg, Clyfford Still, Soichi Sunami, Katharine Lamb Tait, Patty Prather Thum, George Tooker, Kim Tschang-yeul, Wen-Ying Tsai, Cy Twombly, Jack Tworkov, Edward Charles Volkert, Alonzo C. Webb, Davyd Whaley, Gertrude Vanderbilt Whitney, Adolph Alexander Weinman, J. Alden Weir, Stow Wengenroth, Pennerton West, Anita Willets-Burnham, Ellen Axson Wilson, Gahan Wilson, Alice Morgan Wright, Russel Wright, Art Young, Philip Zuchman e Iván Zulueta.